# Regina (Vorname)
Regina ist ein weiblicher Vorname.

## Herkunft des Namens
Es gibt verschiedene mögliche Herleitungen des Vornamens Regina:
- altnord. „regin“ oder „rọgn“ Rat, Entscheidung der Götter
- lat. „regina“, Königin, Regentin
- kelt. „Rigani“, Beiname der Göttin Rosmerta

Der schon in der Antike bezeugte Name kann auf die Himmelskönigin Maria bezogen sein oder aber einen Wunsch der Eltern (das Mädchen möge schön, reich, glücklich wie eine Königin sein) zum Ausdruck bringen.

## Varianten
- Gina (italienisch)
- Regine (deutsch)
- Régine (französisch)
- Reine (frankoprovenzalisch)

## Namenstage
18. Januar – 1. Juni – 22. August – 7. September – 20. Dezember

## Bekannte Namensträgerinnen

### Künstlername
- Regina (Sängerin), slowenische Sängerin und Teilnehmerin am Eurovision Song Contest 1996

### Regina
- Regina (Heilige) (ca. 271–286), katholische Märtyrerin
- Regina Baresi (* 1991), italienische Fußballspielerin
- Regina Becker-Schmidt (1937–2024), deutsche Professorin für Soziologie und Sozialpsychologie
- Regina Belle (* 1963), US-amerikanische Soul-Sängerin
- Regina Benjamin (* 1956), US-amerikanische Medizinerin, 2009–2014 Leiterin des US-Gesundheitsdienstes
- Regina Beyer (* 1947), deutsche Schauspielerin
- Regina Bianchi (1921–2013), italienische Schauspielerin
- Regina Mapeli Burchardt (* 1983), deutsche Volleyball-Nationalspielerin
- Regina Carter (* 1966), US-amerikanische Violinistin, die vor allem Jazz spielt
- Regina Claas (* 1955), Baptistenpastorin und seit 2010 Vizepräsidentin des Baptistischen Weltbundes
- Regina Iossifowna Derijewa (1949–2013), russische Dichterin, Übersetzerin und Essayistin
- Regina van Dinther (* 1958), deutsche Politikerin (CDU)
- Regina E. Dugan (* 1963), US-amerikanische Wissenschaftlerin und Geschäftsfrau
- Regina Ermits (* 1996), estnische Biathletin
- Regīna Ezera (1930–2002), lettische Schriftstellerin
- Regina Fritsch (* 1964), österreichische Kammerschauspielerin
- Regina Raschidowna Gilwanowa (* 1990), russische Naturbahnrodlerin
- Regina Görner (* 1950), deutsche Gewerkschafterin und Politikerin (CDU)
- Regina Halmich (* 1976), deutsche Boxerin
- Regina Hitzelberger, verheiratete Lang (1788–1827), deutsche Opernsängerin
- Regina Isecke (1953–2015), deutsche Rollstuhltennisspielerin
- Regina Jacobs (* 1963), US-amerikanische Leichtathletin
- Regina Jaskelevičienė (* 1980), litauische Politikerin, Vizeministerin
- Regina Jonas (1902–1944), erste in Deutschland praktizierende Rabbinerin
- Regina Kägi-Fuchsmann (1889–1972), Schweizer Frauenrechtlerin, Flüchtlingshelferin und humanitäre Aktivistin
- Regina King (* 1971), US-amerikanische Schauspielerin und Filmregisseurin
- Regina Kleine-Kuhlmann (* 1959), deutsche Ruderin, Olympiateilnehmerin
- Regina Kreide, deutsche Politikwissenschaftlerin
- Regina Alexandrowna Kulikowa (* 1989), russische Tennisspielerin
- Regina Lange (1957–2021), deutsche Bildhauerin
- Regina Lemnitz (* 1946), deutsche Schauspielerin, Synchron- und Hörspielsprecherin
- Regina Luca (* 1988), kirgisisch-deutsche Tänzerin und Wertungsrichterin
- Regina Maršíková (* 1958), tschechoslowakische Tennisspielerin
- Regina May (1923–1996), deutsche Grafikerin und Illustratorin
- Regina Mönch (* 1953), deutsche Journalistin
- Regina Nehmzow (* 1956), deutsche Historikerin und Archivarin
- Regina Nössler (* 1964), deutsche Anthologin und Schriftstellerin
- Regina Nowack (* 1951), deutsche Schauspielerin
- Regina Ogorek (* 1944), deutsche Rechtswissenschaftlerin und Hochschullehrerin
- Regina Protmann (1552–1613), deutsche Ordensgründerin, Mystikerin
- Regina Ammicht Quinn (* 1957), deutsche Theologin, Germanistin und Hochschullehrerin
- Regina Reim (* 1965), deutsche Malerin und Tiefdruckerin
- Regina Relang (1906–1989), deutsche Modefotografin
- Regina Resnik (1922–2013), US-amerikanische Opernsängerin
- Regina von Sachsen-Meiningen (1925–2010), Mitglied des Hauses Wettin und durch Heirat Regina von Habsburg
- Regina Scheer (* 1950), deutsche Schriftstellerin
- Regina Sergeeva (* 1994), deutsche Rhythmische Sportgymnastin
- Regina Speiseder (* im 20. Jahrhundert), deutsche Schauspielerin
- Regina Thoss (* 1946), deutsche Sängerin
- Regina Ullmann (1884–1961), österreichisch-schweizerische Dichterin und Erzählerin
- Regina Valutytė (* 1982), litauische Politikerin, Vizeministerin und Professorin
- Regine Vergeen (* 1943), deutsche Schauspielerin und Hörspielsprecherin
- Regina Vollbrecht (* 1976), deutsche Langstreckenläuferin und Goalball-Spielerin
- Regina Weber (* 1963), deutsche Sportlerin (Rhythmische Sportgymnastik)
- Regina Wecker (* 1944), deutsch-schweizerische Historikerin
- Regina Ziegler (* 1944), deutsche Filmproduzentin

### Regine / Régine
- Régine (1929–2022), französische Chanson-Sängerin

- Regine Aeppli (* 1952), Schweizer Politikerin (SP)
- Regine Ahrem (* 1958), deutsche Dramaturgin, Regisseurin und Hörspielautorin
- Regine Albrecht (1948–2013), deutsche Schauspielerin, Synchronsprecherin und Theaterleiterin
- Régine Cavagnoud (1970–2001), französische Skirennläuferin
- Régine Chopinot (* 1952), französische Tänzerin und Choreographin
- Régine Crespin (1927–2007), französische Opernsängerin (Sopran)
- Régine Deforges (1935–2014), französische feministische Schriftstellerin
- Regine Günther (* 1962), deutsche Politikerin (Bündnis 90/Die Grünen)
- Regine Heintze (* 1950), deutsche Schauspielerin, Regisseurin, Synchron- und Hörspielsprecherin
- Regine Heitzer (* 1944), österreichische Eiskunstläuferin
- Regine Hentschel (* 1964), deutsche Schauspielerin
- Regine Hildebrandt (1941–2001), deutsche Politikerin (SPD) und Biologin
- Régine Hunziker-Rodewald (* 1953), deutsch-schweizerische evangelische Theologin
- Regine Igel (* 1948), deutsche investigative Journalistin, Terrorismusforscherin und Autorin
- Regine Lutz (1928–2023), Schweizer Schauspielerin
- Régine Mismacq (* 1965), französische Fußballspielerin
- Regine Mönkemeier (* 1938), deutsche Schriftstellerin und Herausgeberin
- Regine Mösenlechner (* 1961), deutsche Skirennläuferin
- Regine Müller (* 1971), österreichischer Performance-Künstler und Dramaturg, siehe Gin Müller
- Régine Pernoud (1909–1998), französische Mediävistin sowie Archivarin und Paläographin
- Regine Sauter (* 1966), Schweizer Politikerin (FDP.Die Liberalen)
- Regine Schulz (Grafikerin) (* 1944), deutsche Gebrauchsgrafikerin und Illustratorin
- Regine Schulz (Ägyptologin) (* 1953), deutsche Ägyptologin
- Regine Schumann (* 1961), deutsche Malerin und Lichtkünstlerin
- Regine Schwarz (* 1965), deutsche Verlegerin, Autorin, Regisseurin und Musikerin
- Régine Teyssot (* 1950), französische Schauspielerin und Synchronsprecherin
- Regine Velasquez (* 1970), philippinische Sängerin
- Regine Witkowski (* 1934), deutsche Humangenetikerin

### Reine
- Reine Alapini-Gansou (* 1956), beninische Juristin, Richterin am Internationalen Strafgerichtshof
- Reine Bibois (1894–1976), italienische Schriftstellerin frankoprovenzalischer Sprache
- Reine Meylaerts (* 1965), belgische Übersetzungs- und Dolmetschwissenschaftlerin
- Reine Seidlitz (1913–2003), Schweizer Krankenpflegerin und Präsidentin der Zürcher Sektion der Entwicklungsorganisation Helvetas